# Cuscomys oblativus
Cuscomys oblativus je kriticky ohrožený druh velkého jihoamerického činčiláka známého z pozůstatků nalezených v roce 1912 pohřbených společně s lidmi v prastarých inckých hrobkách z Machu Picchu.
Původně byl zařazen do rodu Abrocoma, po objevení žijícího činčiláka ašaninky (Cuscomys ashaninka) v roce 1999 se ale zjistilo, že jsou si oba druhy blízce příbuzné a Abrocoma oblativa byla přeřazena k novému objevu.  V roce 2009 však byl na stejném místě vyfotografován činčilák, který se druhu z hrobky nápadně podobal. V roce 2014 vědci potvrdili, že jde skutečně o něj.